# Fromond II. (Sens)
Fromond II. von Sens († 1012) war ein Graf von Sens. Er war ein Sohn des Grafen Rainald I. von Sens.
Nach dem Tod des Erzbischofs Sewin von Sens 999 beabsichtigte Fromond einen seiner Söhne als Erzbischof zu installieren. Der Klerus des Erzbistums wählte allerdings den bisherigen Erzdiakon der Stadt, Léotheric, zum neuen Erzbischof. Als Fromond ihm den Zugang zur Stadt verwehrte, wandte sich Léotheric an Papst Silvester II., der sein ehemaliger Lehrer war, und erwirkte somit Fromonds Exkommunikation. Um diese aufzuheben, war Fromond genötigt den Erzbischof anzuerkennen.
Fromond starb 1012. Er war mit einer Tochter des Grafen Rainald von Roucy aus dem Haus Roucy verheiratet. Ihre Kinder waren:
- Rainald II. († 1055), Graf von Sens
- Fromond († 1016 in einem königlichen Kerker in Orléans)
- Bruno († nach 1032), Geistlicher
- Rainald, Geistlicher

## Quelle
- Robert-Henri Bautier (Hrsg.): Chronicon Sancti Petri Vivi Senonensis. CNRS, Paris 1980, ISBN 2-222-01805-6 (Sources d’histoire médievale).

| Vorgänger        | Amt                    | Nachfolger  |
| ---------------- | ---------------------- | ----------- |
| Rainald der Alte | Graf von Sens 996–1012 | Rainald II. |

| Personendaten    | Personendaten        |
| ---------------- | -------------------- |
| NAME             | Fromond II.          |
| ALTERNATIVNAMEN  | Fromond II. von Sens |
| KURZBESCHREIBUNG | Graf von Sens        |
| GEBURTSDATUM     | 10. Jahrhundert      |
| STERBEDATUM      | 1012                 |